# Leone (cognome)
Leone è un cognome di lingua italiana.

## Varianti
Leoni, Leon, Lioni, Lione, Lion, Liuni, Leo, Lio, De Leone, De Leonibus, De Leo, Di Leo, Leonelli, Leonello, Lionelli, Lionello, Leonetti, Lionetti, Leoncini, Leoncino, Leonotti, Leoneschi.

## Origine e diffusione
Potrebbe derivare dal prenome maschile Leone, con il quale condivide origine e significato.
Nonostante questa ipotetica origine, non si può escludere un'altra origine derivante dal latino ligō (gen. ligōnis) traducibile come “zappa” e corrispondente nell'italiano ligone. In particolare la lingua siciliana e le altre meridionali sono uscite a fatica da secoli di esclusiva oralità, motivo per cui sono molte e frequenti le erronee apprensioni fonetiche e semantiche di lemmi non registrati poiché semplicemente “parlati”. Le regole fonetiche del siciliano, per esempio, ci restituiscono una forma arcaica del summenzionato sostantivo latino nella forma liguni laddove la consonante ⟨g⟩ è quasi del tutto silente e quindi omofona al corrispettivo animale del liuni. La lenizione della ⟨g⟩ è un fenomeno tipicissimo anche dell'italiano volgare, sebbene i recuperi dotti abbiano sopperito spesso a questa perdita: si veda a tal riguardo l'etimologia di “leale” e “legale” oppure “rione” e “regione”.
Venticinquesimo cognome italiano per diffusione, è portato da oltre 9.000 famiglie ed è presente soprattutto nell'Italia meridionale, in particolare Puglia, Sicilia e Campania.
Nelle regioni settentrionali e centrali, più diffusa risulta essere la sua variante Leoni, portata da oltre 5.000 famiglie, concentrate in particolare in Lombardia, Emilia-Romagna e Lazio.

## Persone
- Miriam Leone, attrice
- Giovanni Leone, politico
- Sergio Leone, regista
- Giancarlo Leone, giornalista